# سدریک گونکالوز
سدریک گونکالوز (انگلیسی: Cédric Gonçalves؛ زادهٔ ۶ اوت ۱۹۹۳) بازیکن فوتبال اهل فرانسه است.
از باشگاه‌هایی که در آن بازی کرده‌است می‌توان به باشگاه فوتبال کلرمون فوت اشاره کرد.